# Järve
Järve est un village de la commune de Saaremaa (jusqu'en octobre 2017 commune de Salme) du comté de Saare en Estonie.